# Bosques húmedos de hoja caduca de los Ghats occidentales del Norte

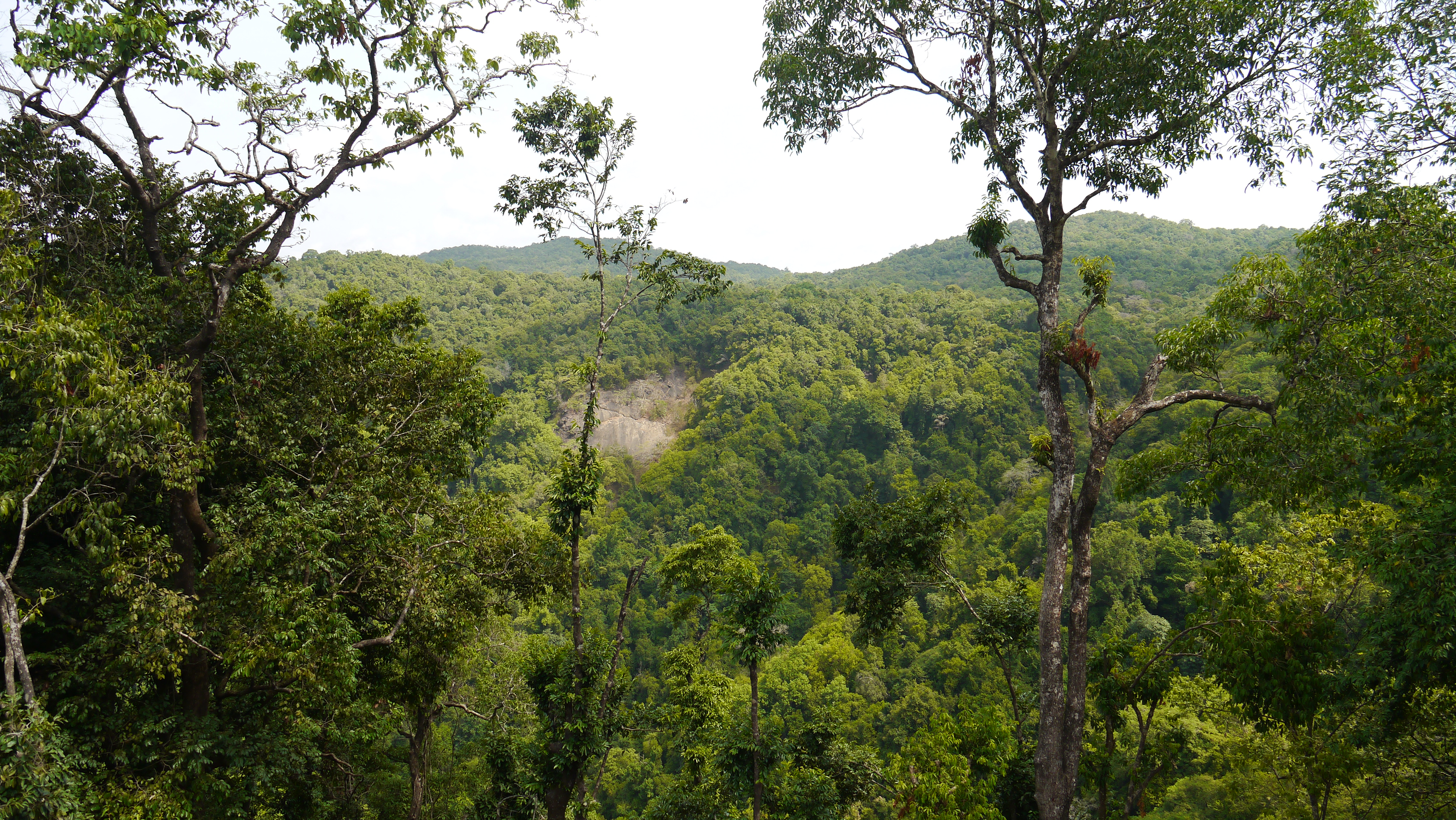
Parque Nacional de Anshi, Karnataka

Los bosques húmedos de hoja caduca de los Ghats occidentales del Norte Es una ecorregión húmeda tropical del bosque latifoliado del sudoeste de la India. 

## Encuadre
Los bosques caducifolios húmedos del norte de los Ghats occidentales se encuentran en la parte norte de la cordillera de los Ghats occidentales (Sahyadri). Se extienden desde el sureste de Gujarat a través de Dadra y Nagar Haveli, Maharashtra, Goa y Karnataka. Cubre las laderas oriental y occidental de la cordillera entre los 250 y los 1000 metros de elevación, y rodea la ecorregión de la selva tropical de montaña de los Ghats occidentales del Norte, que se eleva a una altura sobre los 1000 metros. La ecorregión tiene una superficie de 48.200 kilómetros cuadrados (18.600 millas cuadradas). Limita al oeste con la ecorregión de bosques húmedos de la costa de Malabar, que se encuentra entre la elevación de 250 metros y el mar Arábigo. En su extremo norte, la ecorregión se extiende hasta el río Narmada y limita con los bosques caducifolios secos de Kathiarbar-Gir al noroeste y los bosques secos de hoja caduca del Valle de Narmada al noreste. Los bosques de Wayanad en el extremo sur de la ecorregión marcan la transición a los bosques húmedos de hoja caduca del sur de los Ghats occidentales. Al este, bajo la sombra orográfica de los Ghats, se encuentran la ecorregión de los bosques secos de hoja caduca de la meseta del Decán del Sur,  cuyos bosques secos tropicales cubren las estribaciones orientales de los Ghats.

## Áreas protegidas
En 1997, el Fondo Mundial para la Naturaleza identificó trece áreas protegidas en la ecorregión, con un área combinada de aproximadamente 2.200 km², que abarcaba el 5% de la ecorregión. 
- Parque nacional Anshi, Karnataka (280 km²; también se extiende por la ecorregión de la selva tropical de montaña de los Ghats occidentales del Norte)
- Santuario de fauna y flora Bhadra, Karnataka (330 km², también se extiende por la ecorregión de la selva tropical de montaña de los Ghats occidentales del Norte
- Santuario de fauna y flora Bhimashankar, Maharashtra (30km², también se extiende por el bosque seco de hoja caduca de Narmada Valley
- Parque nacional de Chandoli , Maharashtra (100 km², también extiende los bosques tropicales de montaña de los Ghats occidentales del Norte)
- Santuario de fauna y flora de Cotigao, Goa (170km²)
- Santuario de aves de Karnala, Maharashtra (50km²)
- Santuario de fauna y flora de Koyna, Maharashtra (90 km², también se extiende por la selva tropical de montaña de los Ghats occidentales del Norte)
- Santuario de fauna y flora de Mookambika , Karnataka (140 km², también se extiende por la selva tropical de montaña de los Ghats occidentales del Norte)
- Santuario de fauna y flora de Shoolpaneshwar, Gujarat (330 km²)
- Santuario de fauna y flora de Purna  , Gujarat (150 km²)
- Santuario de Fauna y flora del valle de Sharavati, Karnataka (220 km²,  también se extiende por lselva tropical de montaña de los Ghats occidentales del Norte)
- Santuario de fauna y flora de Shettihalli, Karnataka (280 km², también se extiende por selva tropical de montaña de los Ghats occidentales del Norte)
- Santuario de fauna y flora de Tansa, Maharashtra (80 km², también se extiende por la selva tropical de montaña de los Ghats occidentales del Norte)